# Karol Pietrowski
Karol Pietrowski (* um 1760; † nach 1800) war ein polnischer Komponist.

## Leben
Über die Lebensumstände Pietrowskis ist wenig bekannt. Vermutlich erhielt er seine musikalische Ausbildung in Wien und wirkte später in Polen als Organist oder Kapellmeister. Von ihm sind zwei der Wiener Klassik nahestehende Sinfonien, ein Veni Creator Spiritus und die Offertorien Benedictus sit Deus und Pro omnbibus festis überliefert.

## CD und Bücher
- Auf der Audio-CD Musica Antiqua Polonica – Polish 18th Century Symphonies von Olympia ist er mit der Symphony in D, gespielt vom Poznan Chamber Philharmonic Orchester unter der Leitung von Robert Satanowski als Musikstück vertreten.[2]
- In dem Buch The symphony in Poland[3] wird er mit seiner Symphonie in D-Dur hervorgehoben.